# Тојохаши
Тојохаши (јап. 豊橋市) град је у Јапану у префектури Аичи. Према попису становништва из 2005. у граду је живело 372.471 становника.

## Становништво
Према подацима са пописа, у граду је 2005. године живело 372.471 становника.
| 1995.   | 2000.   | 2005.   |
| ------- | ------- | ------- |
| 352.982 | 364.856 | 372.471 |

## Партнерски градови
- Волфсбург
- Толидо
- Нантунг